# Macaxeira (Recife)
Macaxeira é um bairro do Recife, Pernambuco, Brasil.
É parte integrante da RPA 3.
Limita-se com os bairros: Córrego do Jenipapo, Nova Descoberta e Apipucos (do qual desmembrou-se dos antigos Engenhos e se expandiu no Século XX, após a criação da Fábrica da Macaxeira (situada ao lado do Parque Urbano da Macaxeira e da Escola Técnica) do Grupo Othon Lynch Bezerra de Mello e de frente do Grupo Escolar Maria Amália.

## História
Foi fundada pelos primeiros moradores que chegaram naquela região vindos das casas de Engenho de açúcar e de mandioca das redondezas durante o Brasil colonial.
Durante o período republicano, em virtude da construção da Fabrica de Tecidos, a região cresceu e se consolidaram a partir de duas ruas, a Vila Maria Amália, conhecida como Vila Carrapateira e a Vila Regina, também chamada de Vila Buriti, que tinha a presença de antigos senhores-de-engenho.
Com o fechamento definitivo da fábrica, o bairro sofreu uma mudança em seu perfil, descaracterizando-o, e sendo demolido o mercado público local.
No século XXI toda a área da fábrica foi transformado em um parque social multicultural, denominado Parque Urbano da Macaxeira, aí incluída uma escola técnica.

## Nome
Tem sua origem no tupi maka'xera, conhecida também como 'mandioca mansa e aipim'.

## Demográficos
Localização:RPA 3, Microrregião: 3.3, Distância do Marco Zero (km)1: 8,76
Área Territorial(hectare): 125 ha. 
População Residente: 20313 habitantes (162,25 hab./ha.)
| População por sexo |        | %     |
| Masculina          | 9.725  | 47,88 |
| Feminina           | 10.588 | 52,12 |

| População por faixa etária | hab   | %     |
| 0 – 4 anos                 | 1.426 | 7,02  |
| 5 – 14 anos                | 3.354 | 16,51 |
| 15 – 17 anos               | 1.166 | 5,74  |
| 18 – 24 anos               | 2.842 | 13,99 |
| 25 – 59 anos               | 9.933 | 48,9  |
| 60 anos e mais             | 1.592 | 7,84  |

| População por cor ou raça | %     |
| Branca                    | 32,28 |
| Preta                     | 9,27  |
| Parda                     | 56,39 |
| Amarela                   | 1,69  |
| Indígena                  | 0,38  |

Taxa de Alfabetização da População de 10 anos e mais (%): 91,2
Taxa Média Geométrica de Crescimento Anual da População (2000/2010): 0.52%
Densidade Demográfica (habitante/hectare):162,25
Domicílios (nº): 5.807
- Média de moradores por domicilio (habitante/domicílio): 3,5
- Proporção de Mulheres Responsáveis pelo Domicílio: 45,27
- Valor do Rendimento Nominal Médio Mensal dos Domicílios [Nota 5]: R$ 1.387,01.